# Modding en Minecraft
Un mod de Minecraft es una modificación independiente hecha por el usuario del videojuego Minecraft de Mojang. Existen decenas de miles de estos mods, y los usuarios pueden descargarlos de Internet, normalmente de forma gratuita. Al utilizar software adicional, normalmente se pueden usar varios mods al mismo tiempo para mejorar el juego.
Las modificaciones de Minecraft están disponibles para computadoras y versiones móviles del juego, pero las versiones de consola legacy no se pueden modificar con métodos prácticos.

## Viabilidad técnica
Minecraft es un videojuego particularmente conocido por su adaptabilidad a las modificaciones. A lo largo de los años, muchos programadores independientes han hecho uso de eso para crear contenido adicional para el juego, conocido como "mods".
La edición Java de Minecraft (disponible para Windows, macOS y Linux) se puede modificar mediante el cliente o el servidor. Las modificaciones del cliente requieren que el jugador agregue archivos a su carpeta de juegos e instale un iniciador/cargador de modificaciones como Forge, mientras que la modificación del servidor deja intacta la carpeta del juego del jugador y solo cambia el comportamiento del servidor, al que el jugador puede iniciar sesión para jugar un juego variado. Las modificaciones del cliente pueden cambiar el comportamiento o la apariencia de cualquier aspecto del juego y, por lo general, agregar nuevos bloques, elementos, mobs, vehículos e incluso dimensiones. Las modificaciones del cliente pueden provocar una pérdida de rendimiento (debido a la demanda de recursos) para computadoras más antiguas o más débiles, especialmente si el jugador combina muchas modificaciones en un "modpack"; sin embargo, algunas modificaciones pueden aumentar el rendimiento del juego. Las modificaciones a la Edición Java de Minecraft son posibles porque para cada nueva versión principal del juego, la comunidad aplica ingeniería inversa al código fuente de Minecraft, que está escrito en Java. Mojang y Microsoft brindan poco apoyo oficial para esto. El juego no proporciona una API de modificación para la edición de Java, aunque Mojang proporciona métodos para desofuscar el juego.
La modificación para las versiones móvil y de consola de Minecraft en el código base de Bedrock es diferente, ya que esa versión del juego está escrita en C++ en lugar de Java. Los jugadores que deseen modificar su juego en las versiones de código base de Bedrock tienen un proceso más simple debido al soporte oficial incorporado de la versión para "complementos", que se pueden instalar más rápido que los mods de Java Edition y no requieren cargadores de mod externos. Sin embargo, los mods en Bedrock Edition tienen menos flexibilidad porque solo pueden modificar funciones que Mojang permite y expone explícitamente.

## Historia
Minecraft se lanzó por primera vez el 18 de noviembre de 2011. Aunque la primera versión de Minecraft se lanzó en mayo de 2009, la modificación del juego por parte del cliente no se hizo realmente popular hasta que el juego alcanzó su etapa alfa en junio de 2010. Las únicas modificaciones que se lanzaron durante etapas de desarrollo Indev e Infdev de Minecraft fueron algunas modificaciones del lado del cliente que tenían cambios menores en el juego.[cita requerida]
Con el lanzamiento del Alpha, comenzaron a aparecer las primeras modificaciones del lado del servidor.[cita requerida] Uno de ellos fue hMod, que agregó algunas herramientas simples pero necesarias para administrar un servidor.[cita requerida] Michael Stoyke, también conocido como Searge, quien más tarde trabajaría para Mojang, creó Minecraft Coder Pack (MCP), que luego pasó a llamarse Mod Coder Pack, manteniendo el mismo acrónimo. MCP era una herramienta que descompilaba y desofuscaba el código de Minecraft. MCP recompilaría y volvería a ofuscar las clases nuevas y modificadas, que se pueden inyectar en el juego. Pero, si varios mods modificaran el mismo código base, entraría en conflicto. Para solucionar este problema, se creó el Modloader de Risugami; Modloader evitó que ocurriera cualquier conflicto debido a que múltiples mods modificaban las mismas clases base o recursos del juego.[cita requerida]
Hacia fines de 2010, se lanzaron nuevas modificaciones que presentaban más contenido que las anteriores. Minecraft ahora se estaba preparando para pasar a su fase de desarrollo beta, y se lanzaron por primera vez mods populares como IndustrialCraft, Railcraft y BuildCraft. A diferencia de sus predecesores, estos mods tenían el potencial de cambiar todo el juego en lugar de simplemente modificar aspectos menores del mismo. Bukkit, un mod del lado del servidor destinado a reemplazar hMod, también se lanzó durante este tiempo. También se lanzó CraftBukkit, un software de servidor que implementó la API de Bukkit. Bukkit permitió a los propietarios de servidores instalar complementos que modificaban la forma en que el servidor tomaba entradas y daba salida al jugador sin que los jugadores tuvieran que instalar modificaciones del lado del cliente.[cita requerida]
Alrededor de noviembre de 2011, se lanzaron Forge Mod Loader y Minecraft Forge. Forge permitió a los jugadores ejecutar varias modificaciones simultáneamente. Forge utilizó mapeos MCP. Forge también lanzó una versión de servidor de Forge, que permitía que las modificaciones se ejecutaran en los servidores, lo que eventualmente llevó a las personas a crear servidores modificados. Forge terminó con la necesidad de manipular el código fuente base, lo que permitió que mods separados se ejecutaran juntos sin necesidad de tocar el código fuente base. Forge también incluyó muchas bibliotecas y ganchos que facilitaron el desarrollo de mods.[cita requerida]
Después de que Minecraft se lanzó por completo en noviembre de 2011, la comunidad de mods del juego siguió creciendo. En febrero de 2012, Mojang contrató a los desarrolladores de Bukkit para trabajar en una API de modificación oficial, lo que permitió a los desarrolladores de modificaciones un acceso más fácil a los archivos del juego de Minecraft. Luego, Bukkit fue mantenido por la comunidad. También se estaba desarrollando una bifurcación de CraftBukkit, llamada Spigot, que era compatible con versiones anteriores de complementos. Se lanzó una alternativa a Forge llamada Liteloader. Liteloader simplificó mucho la modificación y promovió la adición de contenido nuevo en lugar de modificar el contenido existente. Al igual que Forge, Liteloader también usó mapeos MCP.[cita requerida]
En 2012, Spigot lanzó un software de servidor creado para vincular muchos servidores a través de un servidor proxy. El proyecto se llamaba BungeeCord y tenía una API de complemento separada de spigot y los complementos de spigot podían funcionar junto con BungeeCord. Muchos servidores populares de Minecraft usan BungeeCord para vincular servidores de Minecraft. Un programador con el nombre de minecrafter también lanzó una versión modificada de BungeeCord llamada Waterfall, que incluía optimizaciones que no estaban presentes en BungeeCord. Más tarde, Andrew Steinborn (Tux) continuó con esto hasta que creó el proxy Velocity. Esto luego se transfirió a PaperMC. 
En 2013, Forge pronto reemplazó el Modloader de Risugami, ya que sus desarrolladores no actualizaban este último a tiempo.[cita requerida] A principios de 2014, se lanzó un nuevo software de servidor llamado Sponge, que tenía una API de complemento muy potente en comparación con Bukkit, y también era compatible con la ejecución de mods de Forge. Sponge también introdujo mixins, una alternativa a la modificación del código de bytes. Pronto, Liteloader implementó mixins en su API, lo que permitió a los desarrolladores modificar el contenido del juego.[cita requerida]
La preocupación surgió tras la adquisición de Mojang por parte de Microsoft a finales de 2014. Los miembros de la comunidad de modding temían que los nuevos propietarios estadounidenses de Minecraft pusieran fin a la práctica establecida de Mojang de dar rienda suelta a los desarrolladores de mods. A pesar de las preocupaciones, Microsoft no anunció ningún cambio en las políticas de Mojang y la modificación no se vio afectada.
En abril de 2015, Microsoft anunció que agregaría un Minecraft Mod Developer Pack a Microsoft Visual Studio, otorgando a los usuarios del software de creación de aplicaciones una forma más fácil de programar mods de Minecraft. Microsoft lanzó el nuevo paquete de código abierto y de forma gratuita, en medio de un impulso para avanzar hacia más software de código abierto.
En septiembre de 2016, se lanzó una nueva cadena de herramientas de modding conocida como Fabric. Fabric ideó su propio conjunto de asignaciones gratuitas para usar en lugar de las asignaciones MCP. Fabric también usó mezclas de Sponge.[cita requerida] Fabric era muy ligero y no tenía todos los elementos de un mod de Forge, y también podía lanzarse a partir de versiones instantáneas de desarrollo de Minecraft, que otros cargadores de mods no podían.[cita requerida]
Poco después se anunció una nueva versión de Minecraft para Windows 10 que, a diferencia de las versiones anteriores, iba a programarse en C++. Este anuncio generó preocupación entre los fanáticos del juego de que las versiones basadas en Java terminarían siendo eliminadas por completo, lo que dificultaría la producción de modificaciones, ya que C++ no es tan "ingeniería inversable" como se sabe que es Java. Sin embargo, el desarrollador de Mojang, Tommaso Checchi, aseguró a los fanáticos en Reddit que la modificación era "demasiado importante" para Minecraft para que las versiones basadas en Java fueran descontinuadas.
En abril de 2017, Mojang anunció la próxima creación de Minecraft Marketplace, donde los jugadores podrían vender contenido creado por el usuario para la versión del juego para Windows 10 (que se ejecuta en la base de código Bedrock). Aunque esta nueva tienda digital se especializaría en mapas de aventuras, máscaras, paquetes de texturas, PC World señaló que esta adición acercaría la versión de Windows 10 "un poco más a los mundos modificables familiares para los jugadores clásicos" de la edición original de Java.
En 2018, Forge se sometió a una gran reescritura, en parte debido a los grandes cambios en la versión 1.13 de Java Edition y para respaldar su nuevo sistema de soporte a largo plazo para las próximas versiones. Esto hizo que muchos modders usaran 1.12.2 como su versión principal.[cita requerida] Mod Coder Pack dejó de recibir actualizaciones después de 1.12.2. Liteloader no se actualizó para 1.13, y en su sucesión llegó Rift. Rift era un cargador de mods ligero para 1.13 a 1.13.2 que también usaba mixins. Sin embargo, Liteloader y Rift no lanzaron un cargador de mods para servidores, por lo que los mods de Liteloader y Rift solo podían ejecutarse en el cliente del juego.[cita requerida] Se lanzó un nuevo software de servidor para 1.12.2 llamado Magma, que permitía usar complementos de PaperMC y mods de Forge juntos.[cita requerida]
A fines de 2018, Fabric se sometió a una reescritura completa. Se cambiaron los nombres de las asignaciones y se agregaron más ganchos para facilitar la modificación. Fabric también comenzó a volverse muy popular y el modding en la 1.14 comenzó a dividirse entre Forge y Fabric.[cita requerida] Forge lanzó su nuevo sistema de soporte a largo plazo para la versión 1.14 de Java Edition, y se facilitó la actualización de mods a versiones más nuevas.[cita requerida]

## Controversias
A lo largo de los años, ha habido controversias relacionadas con mods con Minecraft. Uno rodeaba un mod llamado GregTech, cuyo objetivo era aumentar la dificultad de Minecraft. En 2013, su desarrollador notó que algunas de las recetas añadidas de GregTech habían sido sobrescritas por otro mod llamado Tinkers' Construct, y deliberadamente insertó un código en GregTech que colapsaría el cliente del juego si detectaba otros mods (como Tinkers' Construct). Los autores de ambas modificaciones luego resolvieron su disputa.
Otro rodeó el mod Bukkit, una API que permitía a otros instalar mods del lado del servidor. En 2014, el líder del equipo de Bukkit, Warren "EvilSeph" Loo (que anteriormente trabajó para Mojang) anunció que el desarrollo cesaría y Mojang intervino para salvar el proyecto. Con el anuncio de Mojang, los derechos intelectuales del proyecto se volvieron ambiguos. Surgieron conflictos de licencias entre los creadores originales de Bukkit y los mantenedores, en gran parte en torno a quién era el "propietario" del proyecto después de que los mantenedores principales renunciaran. Un colaborador importante trató de obtener los derechos para usar su código en el juego, lo que obligó a Bukkit a caer en un estado de deterioro durante un tiempo.
Otra controversia surgió en marzo de 2017, cuando la empresa cibernética eslovaca ESET reveló que 87 ejemplos de malware troyano se distribuyeron a través de la Google Play Store bajo la apariencia de mods de Minecraft. Su propósito era mostrar anuncios de forma agresiva o engañar a los jugadores para que descargaran otras aplicaciones. Combinados, estos mods falsos acumularon más de un millón de descargas en los primeros tres meses de 2017.

## Contenido mod
El número total de mods de Minecraft es difícil de calcular debido a lo numerosos que son. Un sitio web de repositorio, CurseForge, presenta más de 100 000 modificaciones a marzo de 2022.
Los tipos y clases de contenido agregado por estas modificaciones también adoptan muchas formas diferentes.
Los mods de tecnología son mods que agregan una variedad de máquinas que pueden ayudar al jugador a automatizar la producción de ciertos materiales en el juego. Los ejemplos de mods orientados a la tecnología incluyen Extra Utilities, un mod que presenta varias máquinas que se pueden usar para generar energía y una variedad aleatoria de otros bloques y elementos; BuildCraft, un mod clásico conocido por sus muchas variantes de máquinas, bombas y tuberías; e IndustrialCraft, un mod que agrega metales, herramientas eléctricas, generadores, incluidos reactores nucleares, mochilas propulsoras, armaduras motorizadas y elementos nucleares. Su sistema de energía también intenta imitar los circuitos eléctricos de la vida real de una manera intuitiva.
Además de las armas de metal de IndustrialCraft, otros proyectos permiten una gama aún más amplia de armamento disponible: Flan's Mod tiene un estilo de guerra moderno que incluye pistolas, tanques y granadas, mientras que Tinkers' Construct permite a los jugadores forjar y personalizar sus propias herramientas y armas, algunas involucrando una fundición o una fragua.
Otros mods intentan personalizar los elementos naturales en Minecraft, con mods como Natura y Forestry que agregan nuevos árboles y cultivos, este último agregando granjas automáticas multibloque, apicultura y mariposas. Mo' Creatures, por otro lado, se enfoca más bien en permitir que más especies animales entren en Minecraft, mientras que Pixelmon complementa el juego con monstruos y mecánicas como batallas, capturas y gimnasios de la franquicia Pokémon. Fossils & Archaeology proporciona dinosaurios, mientras que CustomNPCs y Millenaire mejoran los NPC del juego.
También hay mods que agregan nuevas dimensiones que el jugador puede visitar. El mod Galacticraft permite a los jugadores construir cohetes para volar a la Luna y otros planetas, y recolectar sus recursos y Twilight Forest crea una dimensión que permite a los jugadores explorar un bosque de fantasía lleno de tesoros.
Sin embargo, no todos los mods agregan elementos al juego. Otros simplemente modifican la GUI, por ejemplo, agregando un minimapa, intentan suavizar la renderización del juego, como OptiFine, o permitiendo al jugador poder navegar a través de todos los artículos tanto en el juego base como en las modificaciones del jugador y buscar cómo crearlos, como JEI (Just Enough Items).
OptiFine es el mod más popular de Minecraft. Este mod disminuye el uso de recursos informáticos del juego y agrega soporte para «paquetes de sombreadores» instalables para Minecraft . Estos paquetes de sombreadores pueden cambiar por completo los gráficos del juego agregando sombras, dinámicas, luces, superficies reflectantes y otros efectos. Algunos sombreadores incluso están comenzando a implementar funciones más avanzadas como trazado de rayos, renderizado basado físicamente y mapeo de oclusión de paralaje en Java Edition. Sin embargo, la mayoría de los shaders dependen mucho del hardware.

## Modpacks
Los mods a veces se agrupan en contenido descargable llamado «modpacks». El usuario puede descargarlos y usarlos fácilmente sin necesidad de que el jugador tenga un amplio conocimiento sobre cómo configurar mods en el juego. Los creadores de contenido usan esto a su favor para permitir que los mods interactúen para que se pueda brindar una experiencia en particular, a veces con la ayuda de agregar archivos de configuración y texturas personalizadas al conjunto.
Los modpacks más populares se pueden descargar e instalar a través de lanzadores, como Feed the Beast, Technic Launcher, ATLauncher y CurseForge Desktop App.

## Soporte oficial
En 2012, Mojang dijo que estaban comenzando a trabajar en un repositorio para mods de Minecraft. Su sitio web de ayuda enumera tutoriales en video que le enseñan al jugador cómo instalar y jugar mods de Minecraft.
El creador de Minecraft, Markus Persson, admitió en 2012 que inicialmente se mostró escéptico con respecto a las modificaciones, por temor a que el contenido creado por los usuarios amenazara su visión del juego. Persson dice que cambió de opinión, ya que afirma haberse dado cuenta de que las modificaciones son «una gran parte de lo que es Minecraft». En algunos casos, los creadores de mods incluso terminaron consiguiendo un trabajo en Mojang, y algunas características del juego, como pistones y caballos, eran originalmente de mods.
En 2016, Mojang anunció su soporte oficial para mods para la versión Bedrock de Minecraft, donde se conocen como «complementos» (en inglés: add-ons).

## Influencia en el propioMinecraft
Los mods han influido en Minecraft de muchas maneras. El desarrollador de mods Dr. Zhark agregó caballos al juego a través del mod Mo' Creatures. Más tarde, ayudó a Mojang a adaptar los caballos para su uso en la edición estándar de Minecraft. Los pistones también formaban originalmente parte de un mod creado por otro desarrollador, Hippoplatimus, pero impresionaron tanto a los creadores de Minecraft que agregaron la función al juego original.
Mojang también admitió que admiraban todo el trabajo realizado en la API de modding del lado del servidor Bukkit. En 2012, la empresa sueca acabó contratando a los principales desarrolladores del proyecto.
En 2019, kingbdogz, un desarrollador de mods de Minecraft conocido por crear el mod The Aether, declaró en Twitter que Mojang lo contrató para trabajar con ellos en Minecraft.

## Educación

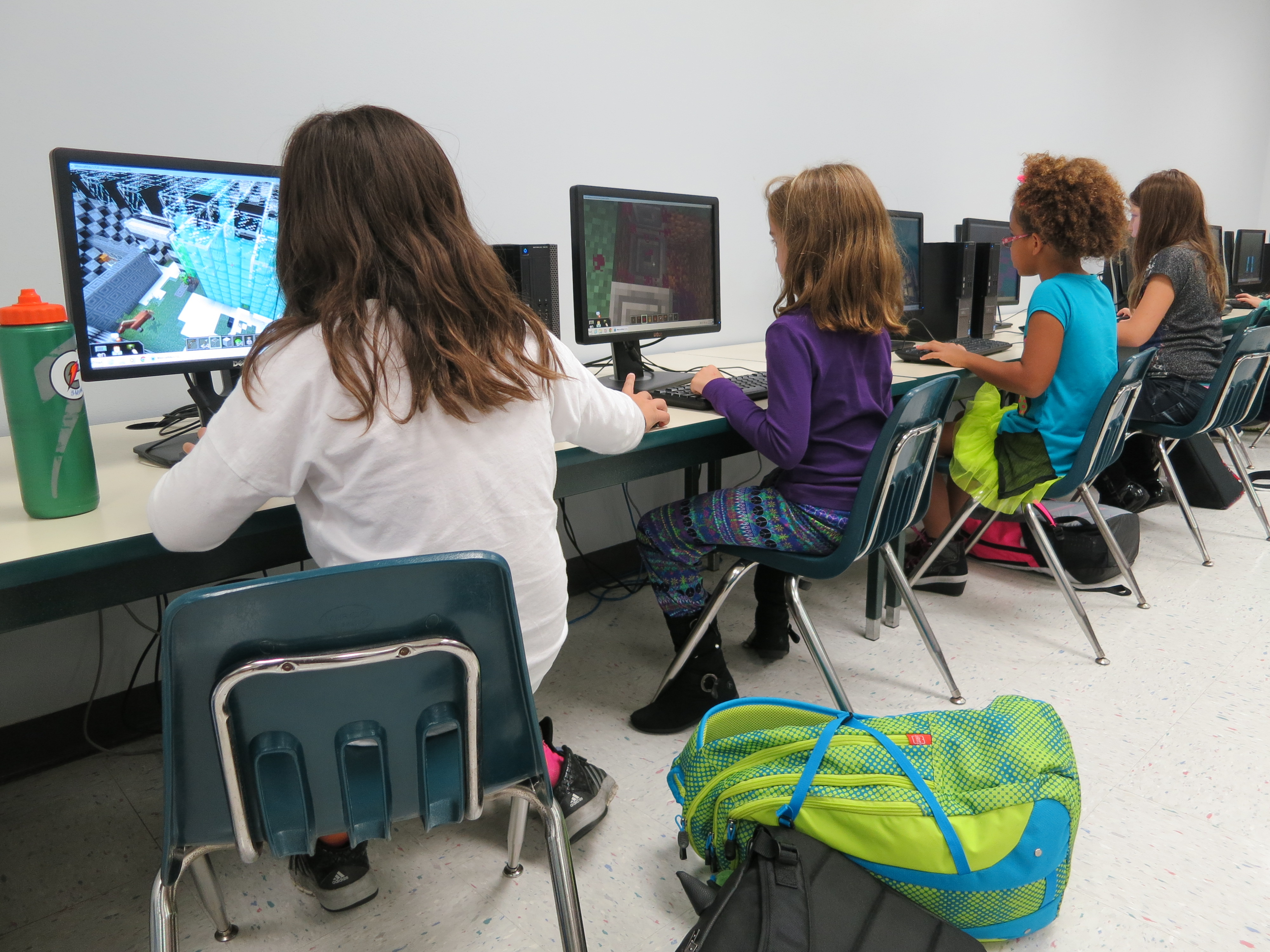
Minecraft es un juego que se usa ocasionalmente en escuelas de todo el mundo con fines educativos.

Los mods de Minecraft tienen el mérito de ser una puerta de entrada para que los niños aprendan a codificar y programar. Se han creado varios proyectos educativos para animar aún más a los estudiantes a aprender a programar a través de Minecraft, incluidos LearnToMod, ComputerCraftEdu, y Minecraft: Pi Edition, todos los cuales se ofrecen de forma gratuita a los profesores. La Universidad de California también inició clases de programación que utilizan Minecraft, cuyo objetivo es enseñar a los niños de 8 a 18 años cómo programar aplicaciones.
En 2011, se creó MinecraftEdu para vender una versión de Minecraft a las escuelas que permitía la enseñanza de una variedad más amplia de materias, como idiomas, historia y arte. En enero de 2016, Microsoft anunció una nueva herramienta, «Minecraft: Education Edition», que se diseñaría específicamente para uso en el aula y continuaría con el legado de «MinecraftEdu» para enseñar una amplia variedad de materias usando Minecraft.
En The Parent's Guidebook to Minecraft, la autora Cori Dusmann indica que la educación en el hogar y Minecraft hacen una combinación interesante, ya que la creación de mods simples puede ser una «ilustración de principios científicos» a los que los proveedores de educación en el hogar son receptivos.
Tom Bennett, quien se desempeña como asesor del gobierno británico, se resistió a la idea de introducir Minecraft en los planes de estudios escolares. Según Bennett, Minecraft era un truco, y las escuelas harían bien en recurrir solo a libros para enseñar. La condena de Bennett fue refutada por varios periodistas de The Guardian, quienes pensaron que Minecraft en las escuelas era una innovación que valía la pena.

## Recepción de la crítica
Nate Ralph de PC World llama a la instalación de mods para Minecraft «un proceso algo complicado», pero admite que podría servir al jugador que desea «un poco más de la experiencia» de jugar el juego.
Max Eddy de PC Magazine también plantea un punto sobre el proceso de configurar un juego mejorado con mods, afirmando que «parece bastante complicado» y que al principio tenía «demasiado miedo de modificar Minecraft» pero aprendió a apreciarlo cuando se dio cuenta de que modificar Minecraft es «bastante indulgente». Sin embargo, Eddy menciona que siente que el rápido ritmo de desarrollo de Mojang con respecto al juego principal ha ralentizado el progreso de los mods más populares.
De manera similar, Benjamin Abbott de Metro está de acuerdo en que agregar modificaciones a Minecraft es «un gran dolor de cabeza», aunque admite que «el resultado suele valer la pena».
El mod de Minecraft Galacticraft fue el mod de la semana en PC Gamer en julio de 2013.
En San Jose Mercury News, George Avalos afirma que las modificaciones definitivamente son adecuadas para los entusiastas, pero advierte que se deben tomar precauciones para evitar descargar «software peligroso y spam» al buscar mods de Minecraft. Avalos también comenta que la instalación de mods probablemente requerirá la atención de un adulto, a pesar de que Minecraft suele atraer a los niños.